# New Century Hotel
New Century Hotel (Hotel Novo Century, 新世紀酒店, также известен как Hotel Palacio Imperial Beijing или Beijing Imperial Palace Hotel) — 38-этажный небоскрёб высотой 145 метров, расположенный в Макао, в районе Тайпа. Отель построен в 2006 году, интерьер выполнен в античном стиле. Комплекс включает в свой состав казино Greek Mythology (его оператором является компания SJM Holdings), 554 гостиничных номера, 28 обслуживаемых апартаментов, несколько ресторанов, кафе и баров. Вестибюль отеля знаменит гигантской статуей Зевса, восседающего на троне.
|  |  |  |
|  |  |  |